# گورل کرونا
گورل کرونا (انگلیسی: Görel Crona؛ زادهٔ ۲۳ اوت ۱۹۵۹) هنرپیشه، کارگردان فیلم اهل سوئد است.